# 浅岡信夫
浅岡 信夫（あさおか のぶお、明治32年（1899年）12月15日 - 昭和43年（1968年）11月12日）は、日本の俳優、政治家。
第二次世界大戦前、サイレント映画時代の日活スター俳優であり、映画監督、プロデュースも経験、映画法の推進役も果たした。戦後、参議院議員も務めた。

## 来歴
1899年（明治32年）12月15日、広島県広島市大手町（現在の広島市中区大手町）のパン屋「むさし屋」の長男に生まれた。
東京の泰明小学校に通っていたとされ、1909年より近くの通信社で働いていた根岸寛一が小さかった浅岡を相撲で転がしたとか、根岸と同僚の古野伊之助にうるさくしすぎて事務所の金庫へ閉じ込められたという。（浅岡は出生地は広島だが出身地は泰明小学校のある東京市京橋区築地で現在の中央区）。
中学は旧制・暁星中学校（現在の暁星高等学校）とするものと、旧制・広島一中（現在の広島国泰寺高校）に在籍したと書かれた文献がある。浅岡自身は終戦後「私の郷里は広島市内でございまして、帰って来ると原子爆弾でやられて、親族あるいは親友なんかは皆倒れておるというふう」などと話している。中学在学中は相撲部でならし学生横綱だった。柔道、剣道も高段の腕前で運動神経は抜群だった。早稲田大学時代も相撲部に在籍する傍ら、在学中の1920年（大正9年）〜1922年（大正11年）には、男子ハンマー投で日本陸上競技選手権大会を三連覇した（1920年、1922年は当時の日本記録）。
1920年（大正9年）、広島市の広島高等師範学校で行われたアントワープオリンピックの中国予選に、投擲の広島代表として出場。同年、極東選手権のやり投で優勝し、日章旗を掲げる。同じ大正9年に毎日新聞社主催による第一回全国学生相撲選手権大会に早大相撲部主将として参加し団体優勝。当時の有名人であった。1921年（大正11年）のラグビー早慶戦創設にも関与しているという。
1925年（大正14年）、大学卒業後、相撲部出身のスポーツマンとして見込まれ、日活大将軍撮影所に入社、日活新人スターとして売り出された。19本の映画に出演、岡田嘉子と共演して人気を集め、一時代を築いた。
1927年（昭和2年）、人気小説『海底軍艦』シリーズを映画化した『東洋武侠団』（監督内田吐夢）で浅岡と広瀬恒美は「陸の王者・浅岡信夫」「海の王者・広瀬恒美」としてダブル主演し、映画は大ヒットした。
1928年（昭和3年）、広瀬を主演に2作を監督。
1931年（昭和6年）、内田吐夢の『ジャン・バルジャン』（前篇・後篇）で主役ジャン・バルジャン（伴作役） を演じて俳優業を引退。
1931年（昭和6年）、『映画国策之提唱』を著し、翌1932年（昭和7年）渡米。帰国後、映画国策確立の行政機関の設置を主張。情報局の幹部、政治家とも交際をもち「映画国策建議案」の成立に牽引、1933年（昭和8年）国会に提出され可決した。この法案は、のち館林三喜男らの尽力により1939年（昭和14年）、映画法の制定に繋がっている。森矗昶の弟・岩瀬亮や北一輝の弟・北昤吉と、とりわけ親しく1933年（昭和8年）、北とともに日本国策映画研究所製作を開設。
1935年（昭和10年）、多摩帝国美術学校（現・多摩美術大学）の創立に参画。
1936年（昭和11年）には、日本国策映画研究所製作の映画『国防全線八千粁』をプロデュース、日活が配給して公開している。1930年代後半に築地で料理屋を経営。その後、日支事変たけなわの中国に渡る。大陸に十年余滞在し、敗戦により1946年（昭和21年）12月、上海から引き揚げ。海外同胞引揚の救済運動に尽力。
1946年（昭和21年）、プロ野球球団・セネタース野球協会の身売り話を小西得郎と共に仲介。東急社長・五島慶太に野球を薦めたのは東急が経営していた強羅ホテルの支配人・猿丸元の友人浅岡であり、浅岡は広島一中時代の親友であった東急の専務黒川渉三を通じて五島に会い、話をまとめたという。
1947年（昭和22年）、日本自由党から第1回参議院議員選挙に立候補し当選、俳優出身初の議員となる。1949年（昭和24年）、第3次吉田内閣で厚生政務次官を務めた。
1948年（昭和23年）、政治資金に関する問題で衆議院不当財産取引調査特別委員会に証人喚問された。
1949年（昭和24年）、広島平和記念都市建設法可決。広島の戦後復興の礎になったこの法案は、浅岡の発言がきっかけで検討が始まったものという。
1950年（昭和25年）、日本初の女子プロ野球創設に関与。同年の参議院議員選挙で落選。1953年の参議院議員選挙も落選する。
1968年（昭和43年）11月12日、熱海の別荘で庭の手入れ中、崖から落ちて脳出血のため死亡した。68歳没。同月15日、特旨を以て位五級を追陞され、死没日付をもって正八位から従五位勲四等に叙され、旭日小綬章を追贈された。墓所は六本木墓苑。
葬儀には、政財界の大物に交じり、江守清樹郎日活常務、城戸四郎松竹社長ら、映画界の首脳が駆け付けた。映画関係者は「元俳優の知り合いというより、入場税引下げなどで我々はお蔭を被っているんです。その意味では映画界のボスであり、五社の恩人なんです」と話した。

## 人物・エピソード
若い頃は派手な言動で知られ「日本のジャズ史戦前戦後」によると、新橋ダンスホールで銀座の顔役だった鈴木健二（高峰三枝子を妻にしていた）から腹を刺された事もあった。浅岡は児玉誉士夫と親しい右翼の辻嘉六の懐刀といわれていた。1948年（昭和23年）4月に「辻嘉六氏をめぐる政治資金の問題について」、国会で証人答弁を行なっている。学生時代から徳川義親や辻に世話になっており、「自身は辻の弟子のようなもの」と話している。
1925年（大正14年）に学生横綱の浅岡がスタアとして日活京都に入社すると、所内に相撲が流行り出し、土俵が築かれた。日活京都の俳優部には相撲界から入社した元・三役力士の若太刀芳之助がいて、浅岡は一度若太刀と申し合いの勝負を組んだことがあった。が、十番勝負で一番しか勝てなかったそうで、浅岡は後年稲垣浩に「その一番も花を持たせてくれたのだろう」と語り、三役力士の強さに驚嘆していたという。
身長177.3 cm、体重93Kg、または身長180cm、体重90Kg。

## フィルモグラフィ
特筆のないものは出演作である。
- 『母校の為めに』 : 監督阿部豊、1925年  - 林進吾役
- 『覇者の心』 : 監督阿部豊、1925年 - 原作・主演
- 『小品映画集 山峡の勇者』 : 監督三枝源次郎、1925年
- 『勝利の前に』 : 監督三枝源次郎、1926年
- 『最後の一撃』 : 監督若山治、1926年
- 『雪辱の日』 : 監督阿部豊、1926年
- 『太陽に直面する男』 : 監督中山呑海、1926年 - 朝川憲二役
- 『神州男児の意気』 : 監督村田実、1926年
- 『正義の勇者』 : 監督田坂具隆、1927年
- 『戦争と女性』 : 監督三枝源次郎、1927年
- 『阿里山の侠児』 : 監督田坂具隆、1927年
- 『東洋武侠団』 : 監督内田吐夢、1927年
- 『鉄路の狼』 : 監督東坊城恭長、1927年 - 原作・主演
- 『大学選手』 : 主演広瀬恒美、1928年 - 監督のみ
- 『熱血の魁人』 : 監督志波西果、1928年
- 『北極星』 : 監督広瀬恒美、1928年
- 『維新の京洛 竜の巻・虎の巻』 : 監督池田富保、1928年 - 西郷吉之助役
- 『奮戦王』 : 主演広瀬恒美、1928年 - 監督のみ
- 『雲の王座』 : 監督田坂具隆、1929年 - 山案内人役
- 『非常警戒』 : 監督阿部豊、1929年 - 金森壮八郎役
- 『海の祭』 : 監督伊奈精一、1930年
- 『ジャン・バルジャン』（前篇・後篇） : 監督内田吐夢、1931年 - 伴作役
- 『国防全線八千粁』 : 監修藤原繁太郎、撮影内田耕平、1936年 - 製作のみ